# Pavao Klement Miošić
Pavao Klement Miošić, rodnim imenom Pavao Kačić Miošić (Brist. 15. studenoga 1786. – Split, 10. listopada 1837.), hrvatski svećenik te splitski i makarski biskup (1829. – 1837.). 
Klasičnu gimnaziju pohađao je u Splitu, a studij teologije u Zadru. Bio je profesor pokrajinskog hrvatskog sjemeništa Zmajević u Zadru u periodu od 1822. do 1823. i predavao je crkveno pravo, pastoralnu teologiju, katekizam i metodicu, a potom je bio profesor i kateheta liceja od 1824. do 1830. godine.
Nakon što je bulom pape Lava XII. (1823. – 1829.) Locum Beati Petri 30. lipnja 1828. ukinuta splitska nadbiskupija, pripojena joj je makarska biskupija i od tada crkveni poglavari u Splitu nose naslov splitskog i makarskog biskupa, a Pavao (Klement) Kačić Miošić je prvi biskup s tako uobličenom titulom. Za biskupa je imenovan 1830. godine nakon što je više od dva desetljeća to mjesto bilo upražnjeno. Bavio se književnim radom i pisao je na hrvatskom jeziku. Za boravka u Zadru bio je jedan od sastavljača prve hrvatske gramatike 1820. godine.